# Homicide (bande dessinée)
 (août 2016).
Si vous disposez d'ouvrages ou d'articles de référence ou si vous connaissez des sites web de qualité traitant du thème abordé ici, merci de compléter l'article en donnant les références utiles à sa vérifiabilité et en les liant à la section « Notes et références ».
Pour les articles homonymes, voir Homicide (homonymie).
Homicide, une année dans les rues de Baltimore est l'adaptation en bande dessinée par Philippe Squarzoni du livre Baltimore du journaliste américain David Simon. Le titre est ainsi plus fidèle au titre original, Homicide: A Year on the Killing Streets. 
L'adaptation comporte cinq tomes parus entre 2016 et 2020 aux éditions Delcourt :
- Homicide : une année dans les rues de Baltimore. 18 janvier - 4 février 1988 paru le 25/05/2016, 128 pages  (ISBN 978-2-7560-4217-6)
- Homicide : une année dans les rues de Baltimore. 4 février - 10 février 1988 paru le 25/01/2017, 136 pages  (ISBN 978-2-7560-4240-4)
- Homicide : une année dans les rues de Baltimore. 10 février - 2 avril 1988 paru le 28/02/2018, 160 pages  (ISBN 978-2-7560-9173-0)
- Homicide : une année dans les rues de Baltimore. 2 avril - 22 juillet 1988 paru le 11/09/2019, 136 pages  (ISBN 978-2-4130-1754-7)
- Homicide : une année dans les rues de Baltimore. 22 juillet - 31 décembre 1988 paru le 14/10/2020, 152 pages  (ISBN 978-2-4130-1753-0)

Une édition intégrale en un volume est prévue en 2024.